# Jean-Baptiste Greuze
Jean-Baptiste Greuze (21. srpna 1725 Tournus – 4. března 1805 Paříž) byl francouzský rokokový malíř. Jeho prvním učitelem byl Charles Grandon v Lyonu, ve 25 letech pak Greuze odešel do Paříže studovat École des Beaux-Arts, kde byl jeho hlavním učitelem Charles Joseph Natoire, pod jehož vedením vytvořil svůj první slavný obraz Otec rodiny vykládá svým dětem bibli (1755). V letech 1755 až 1757 podnikl studijní cestu do Florencie, Říma a Neapole. Po návratu se v Paříži etabloval jako malíř na volné noze. O něco později se oženil, jeho dcerou byla malířka Anna Greuzeová.

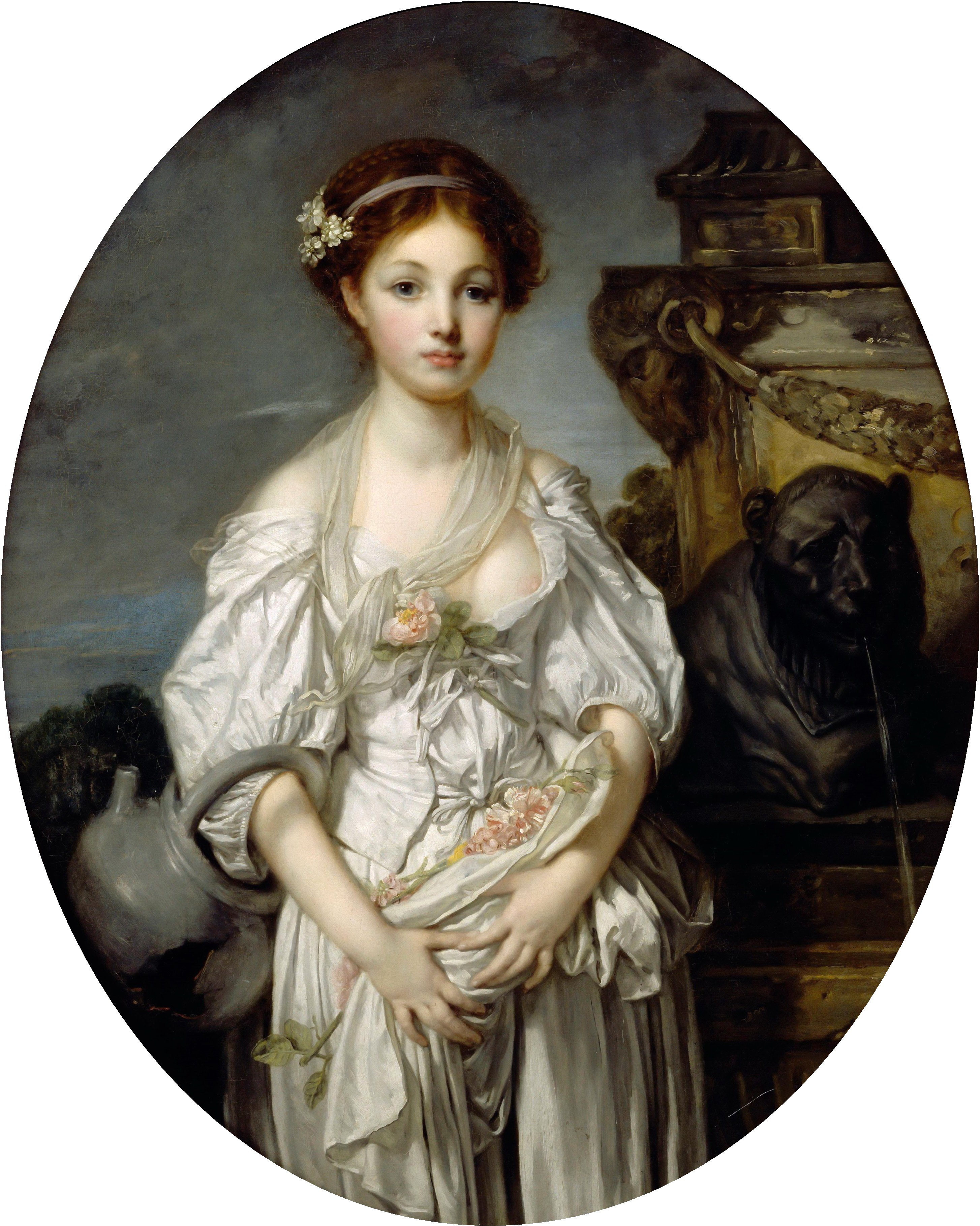
Jean-Baptiste Greuze: Rozbitý džbán (1771)

Malířova pozdější léta nebyla šťastná: Jeho manželství se nevydařilo, rokokové umění vycházelo z módy a Greuze navíc zchudnul následkem spekulací s asignáty a francouzské revoluce. Živil se výukou malby a kreslení, jednou z jeho žákyň byla Constance Mayerová. Zemřel v naprosté chudobě.
Z jeho díla jsou známé jednak moralizující obrazy dívek, často na hranici kýče (např. Rozbitý džbán, 1771, Louvre), a jednak portréty; Greuze zpodobnil například mladého Mozarta nebo Benjamina Franklina.